# 水均益
水均益（1963年9月20日—），籍贯甘肃省广河县三甲集水家村，生于甘肃省兰州市，汉族，中国大陆新闻记者、主持人。
其祖父水梓是甘肅省蘭州教育和政治人物，父亲水天明是兰州大学外语系俄语教授，伯父水天同则是莎士比亚文学研究者。

## 简介
- 1980年毕业于兰铁四中[2]。
- 1980年至1984年，在兰州大学外语系英国语言与文学专业学习，其间曾任兰大学生会宣传部部长[2]。
- 1984年至1993年，在新华通讯社国际新闻编辑部任编辑、记者。其中，1989年至1991年，在新华社驻埃及中东总分社任驻外记者，参与了海湾战争的报道，是国内主流媒体首批赴战地采访的记者之一[3]。
- 1993年，加盟中央电视台，参与《东方时空》节目创办并担任新闻评论节目《焦点访谈》主持人。
- 2003年2月5日率5人报道组赴伊拉克采访[4]；3月18日，即伊拉克战争爆发前两天，中央电视台报道组撤离巴格达[5]；3月26日，水均益率部分报道组成员从科威特重返巴格达报道。[6]3月28日，水均益等5名中国记者再次撤离巴格达，前往叙利亚[7]。
- 2003年，被评为中国十大杰出青年。
- 2004年，以水均益专访外国政要和各界知名人士为基础的人物访谈节目《高端访问》开播[8]，2009年停播。
- 2014年出版《益往直前》。
- 水均益现担任中央电视台新闻频道《环球视线》主持人。

## 个人生活
水均益的原配妻子叫王君， 女儿叫水亦诗，是他和前妻生的，2016年毕业于中国传媒大学播音主持专业，现在中央电视台任职。现任妻子则是杨迪，育有一对龙凤胎。